# Ischnothyrella jivani
Ischnothyrella jivani är en spindelart som först beskrevs av Benoit 1979.  Ischnothyrella jivani ingår i släktet Ischnothyrella och familjen dansspindlar.
Artens utbredningsområde är Seychellerna. Inga underarter finns listade i Catalogue of Life.